# Бошко Миленковић
Бошко Миленковић – Бата (Беч, 2. новембар 1909 — Београд, 1955) био је југословенски аутомобилиста.
Рођен је 1909. у Бечу, који је тада био главни град Аустроугарске царевине, од оца Србина, трговца, и мајке француско-немачког порекла. За време Првог светског рата, досељава се са породицом у Београд.
Отац му умире 1921, а Бошко живи од наследства, као рентијер и власник неколико стамбених зграда, у београдским друштвеним круговима још познат као врстан виолиниста и заљубљеник у аутомобилизам, што постаје посредством свог пријатеља, чувеног мотоциклисте Воје Иванишевића, тзв. "Деда Воје". 1927. купује први аутомобил, а ускоро има читав мали возни парк.
Прву трку вози 1932. око Авале и заузима треће место. 1935. купује плави Бугати Т51, и у њему осваја трке на Сљемену 1937. и Дорћолу 22. маја 1938. У јесен исте године, на тркама у Клужу, у Румунији, слеће са пута и трпи квар на мењачу, који ипак успева да поправи до септембра 1939, на време за Београдски Гран При.

## Београдски Гран При
На тркама око Калемегдана, као једини представник Краљевине Југославије са, у поређењу са осталим такмичарима, инфериорним болидом, поменутим Бугатијем, Миленковић заузима четврто место, иза шампиона Италијана Нуволарија, и немачких возача фон Браухича и најпосле Хермана Милера.
Миленковић је доста времена изгубио на хлађење мотора, да би на крају завршио такмичење са 19 кругова заостатка у односу на прву тројицу.

## После Гран Прија
У јулу 1940. је учествовао у трци на Авали.
У априлском бомбардовању Београда, Миленковић је изгубио сав иметак, и после рата је принуђен да ради као возач тролејбуса.
Наводно је 1955. починио самоубиство вешањем, управо у кући Воје Иванишевића. Остаје упамћен као боем, полиглота и романтик који је возио искључиво из задовољства.